# Фернандо Діас (граф Алави)
Фернандо Діас (ісп. Fernando Díaz) — граф Алави в першій половині X століття.